# Bahram Mashhoon
Bahram Mashhoon (* 9. September 1947 in Teheran) ist ein in den USA lebender iranisch-US-amerikanischer theoretischer Physiker, der sich mit Gravitationsphysik befasst.

## Leben
Mashhoon studierte an der University of California, Berkeley (Bachelor 1969) und wurde 1972 bei John Archibald Wheeler an der Princeton University promoviert. Danach 1972/73 war er Assistant Professor an der Arya Mehr Universität in Teheran, 1973/74 wieder in Princeton und 1974 bis 1976 an der University of Maryland (College Park). 1976 bis 1978 forschte er an der University of Utah und 1978 bis 1980 am Caltech als Lecturer. 1980 bis 1985 war er an der Universität Köln und ab 1985 Associate Professor und ab 1995 Professor an der University of Missouri-Columbia, 2015 wurde er emeritiert.
Mashhoon befasste sich unter anderem mit Gravitomagnetismus (wie einer Korrektur des 3. Keplerschen Gesetzes, dem gravitomagnetischen Uhreneffekt) und Kosmologie (wie dem Machschen Prinzip). Er entwickelte eine nichtlokale Form der speziellen Relativitätstheorie für beschleunigte Beobachter. Mit Friedrich W. Hehl entwickelte er eine nichtlokale Gravitationstheorie die in linearer Näherung der Einsteinschen Gravitationstheorie mit Dunkler Materie entspricht. und über die er 2017 eine Monographie veröffentlichte.
Mashhoon hat die US-amerikanische Staatsbürgerschaft.